# Beneška laguna
Beneška laguna (v italijanskem izvirniku Laguna di Venezia [lagùna di venècja] ali Laguna Veneta [lagùna vèneta]), je laguna v Jadranskem morju, vzhodno od mesta Benetke. Upravno spada pod italijansko deželo Benečija (pokrajina Venezia).
Skupna površina lagune je 550 km², od katerih je 8 % kopnega (mesto Benetke in ostali manjši otoki), 11 % je globokega morja (kanali, po katerih se razvija ladijski promet), več kot 80 % pa so slana močvirja.

## Kratka zgodovina
Današnjo podobo lagune je v veliki meri pripisati človeškim posegom, ki so se vrstili v teku stoletij. Nastala je po vsej verjetnosti zaradi prepletanja raznih naravnih pojavov. Najprej so rečni izlivi nanesli toliko peska in naplavin, da so ustvarili peščen nasip in s tem zaprli zaliv proti odprtemu morju. Ko se je teren zaradi subsidence znižal, je nastalo močvirje, ki ga je morje zalilo, ko si je utrlo odprtine v nasipu. Pred človeškimi posegi je bila Beneška laguna zelo različna od danes, saj so vanjo pritekale velike reke: Piave, Dese in Sile na severu, južneje Adiže in nato Brente (Brenta). Piava je bila preusmerjena bolj na sever v 17. stoletju in na enega od njenih bivših rokavov je bila delno napeljana Sile. Tudi Adiža in rokavi Pada so bili v sedemnajstem stoletju speljani bolj na sever. Brenta pa, ki ji je bil skopan odtok na jug že v 13. stoletju, je bila dokončno preusmerjena komaj v 19. stoletju. Na ta način je laguna izgubila lastnosti močvirja in postala velik plitev morski zaliv z obilico otokov. Danes se razprostira v smeri severovzhod/jugozahod za približno 55 km in je široka med 8 in 14 km.

## Kopni predeli lagune
Zaradi raznolikega terena, ki sestavlja morsko dno, ter tudi zaradi mnogih umetnih posegov, se laguna opazno razlikuje od kraja do kraja. Morska površina ni enakomerna, pač pa sestavljena iz več jezer, ki jih prepredajo sipine, otoki, plitvine in močvirja.
Leta 1850 je bilo v laguni preko 60 otokov, a danes jih je samo še polovica. So v glavnem dveh vrst. Eni so peščene sipine, drugi pa aglomerati naplavin, ki so jih nanosile reke. V to skupino spadajo predvsem otoki, ki sestavljajo mesto Benetke, Giudecca, San Giorgio, Burano, Mazzorbo in Torcello. Posebej se omenjajo "lidi", ki so dolgi ozki otoki, pravi naravni nasipi, ki sta jih ustvarili reki Sile (na severu) in Brenta (na jugu).
Kopno sestavljajo tudi barene, ki so najrazličnejših oblik in gosto porasle. Značilnost baren so nekoliko privzdignjeni robovi, ki jih prepletajo globoke razpoke. Plimovanje - razen visoke vode - jih ne poplavlja. Veliko baren je umetnih: nastale so z nanašanjem materiala, ki je ostajal pri kopanju in čiščenju plovnih kanalov.
Močvirnate površine lagune so obsežni predeli kopnega tik pod morsko površino, ki jih odkrijejo samo oseke. Čeprav so v glavnem zelo podobne barenam, saj imajo isto "skledasto" obliko z razjedenimi robovi, so posebnost zase. Prvič zaradi edinstvenega prirodoslovnega habitata, a tudi zaradi njihove važnosti pri računanju lagunske površine ob plimovanju.

## Naseljenost
Prebivalci lagune živijo v glavnem v mestih Benetke in Chioggia. Popis prebivalstva ISTAT iz leta 2001 ugotavlja, da so obljudeni le sledeči otoki: Lido (17.848 prebivalcev), Murano (4.968), Pellestrina (4.471) Burano (3.267), Sant'Erasmo (771), Mazzorbo (364), Vignole (69), Torcello (25), Mazzorbetto (10) in San Clemente (1). Razen tega se nahajajo na otokih San Giorgio Maggiore, San Lazzaro degli Armeni, San Michele in San Francesco del Deserto samostani, v katerih stalno prebiva 11, 22, 11 in 9 oseb.

## Prehodi med laguno in odprtim morjem
Med sipinami, ki zapirajo laguno pred odprtim morjem, tako imenovanimi lidi, so morski prelivi ali "vrata". Skoznje se preliva morje ob plimovanju in se razvija promet. V šestnajstem stoletju je bilo teh ožin sedem in ob vsaki je bilo pristanišče. Danes je samo troje vrat (Lido-San Nicolò, Malamocco, Chioggia), ki so razporejene približno v isti oddaljenosti ena od druge. Ta organizacija pretokov je bila izvršena med letoma 1891 in 1925 in je upoštevala samo ekonomsko stran lagunskih problemov, in sicer manjši strošek za vzdrževanje pristanišč. Ista miselnost je botrovala odločitvi, da se razširi in poglobi ožina Malamocco, osrednja od treh, kar je dovolilo dostop v laguno tudi velikim ladjam in tankerjem. Pri tem je bilo zanemarjeno dejstvo, da v slučajih visoke plime preširoka odprtina vrat Malamocco dovoljuje ogromnim količinam vode istočasni dotok v laguno, kar je nekoč skupina manjših vrat omejevala. To pa je eden od vzrokov za obdobne poplave lagune.

## Zaščita pred morjem
Prve zaščite so bile postavljene ob koncu šestnajstega stoletja za obrambo "lidov". Pred otoki so bile zabite v morsko dno vrste debelih kolov in prostor med njimi in obalo je bil napolnjen z nanošenimi skalami. S tem sistemom so bile v naslednjem stoletju zavarovane vse zunanje obale lagune. Ker sta redna zamenjava kolov in dodajanje skalovja zahtevala visoke stroške, so bili med letoma 1738 in 1787 zgrajeni murazzi [muràci], kar bi lahko prevedli z ogromni zidovi, pred mestom Chioggia, pred lidom Pellestrina in delno pred lidom Lido, se pravi na južnem delu lagune. S padcem Beneške republike (1797) se je gradnja teh mogočnih valobranov prekinila. Tudi za njihovo oskrbo in popravila se ni brigal več nihče, dokler ni katastrofalna visoka voda iz leta 1966 zbudila zanimanje oblasti. Sledili so razni manjši posegi za popravilo valobranov in zaščito obale, ki pa niso veliko pomagali. Odločilni poseg za zaščito lagune in Benetk je bil odobren leta 2003 s sistemom MOSE, ki je še v izvedbi in se bo predvidoma zaključil leta 2014.

## Seznam otokov
Velikih otokov v laguni je deset, katerim je treba dodati še tri "obale" (it. lido), to je sipine, ki laguno zapirajo. Manjših otokov je vsaj 17 v severnem predelu lagune in 14 v južnem. Razen teh je omeniti "Batterie", ki so vojaške naprave na osmih otokih, nastale za časa Beneške republike kot priobalna obramba Benetk; upravljale so jih posadke nameščene v trdnjavah ("Ottagoni") na petih bližnjih otokih. Posebnost zase so tako imenovane casse di colmata, kar pomeni dobesedno zaboji za polnitev. To so umetni otoki, nastali z odlaganjem materiala, ki je bil izkopan pri širjenju plovnega kanala do mesta Marghera. Prvotni načrt je predvideval, da se nanje naseli obsežna industrijska cona, a zakon iz leta 1973 je stvar preprečil.
Veliki otoki in "lidi":
| Otok        | Površina km² | Otok            | Površina km² |
| ----------- | ------------ | --------------- | ------------ |
| Venezia     | 5,17         | Mazzorbo        | 0,52         |
| Sant'Erasmo | 3,26         | Torcello        | 0, 44        |
| Murano      | 1,17         | La Certosa      | 0,24         |
| Vignole     | 0,69         | Burano          | 0,21         |
| Chioggia    | 0, 67        | Lido di Venezia |              |
| Giudecca    | 0, 59        | Pellestrina     |              |
| Sottomarina |              |                 |              |

Manjši otoki v severni laguni:
| Otok                      | Površina km² | Otok              | Površina km² |
| ------------------------- | ------------ | ----------------- | ------------ |
| San Michele               | 0,16         | Santa Cristina    | 0,14         |
| Lazzaretto Nuovo          | 0,09         | Isola dei Laghi   | 0,085        |
| La Cura                   | 0,08         | La Salina         | 0,05         |
| San Francesco del Deserto | 0,04         | Sant'Ariano       | 0,03         |
| San Giacomo in Paludo     | 0,01         | San Secondo       | 0,01         |
| Motta di San Lorenzo      | 0,006        | Madonna del Monte | 0,005        |
| Motta dei Cunici          | 0,005        | Crevan            | 0,004        |
| Monte dell'Oro            | 0.001        | Sant'Andrea       |              |
| Mazzorbetto               |              |                   |              |

Manjši otoki v južni laguni:
| Otok                     | Površina km² | Otok                      | Površina km² |
| ------------------------ | ------------ | ------------------------- | ------------ |
| Tronchetto               | 0,18         | Sacca Fisola              | 0,18         |
| Sacca Sessola            | 0,16         | San Giorgio Maggiore      | 0,10         |
| Poveglia                 | 0,08         | San Servolo               | 0,05         |
| Santa Maria della Grazia | 0,04         | San Lazzaro degli Armeni  | 0,03         |
| Lazzaretto Vecchio       | 0,03         | Santo Spirito             | 0,02         |
| San Giorgio in Alga      | 0,02         | Sant'Angelo della Polvere | 0,005        |
| Spignon                  |              | Motte di Volpego          |              |

Batterie in Ottagoni:
| Otok                 | Površina km² |
| -------------------- | ------------ |
| Campalto             | 0,03         |
| Buel del Lovo        | 0,007        |
| Tessera              | 0,006        |
| Carbonera            | 0,006        |
| Campana ali Podo     | 0,006        |
| Ex Poveglia          | 0,006        |
| Trezze               | 0,005        |
| Fisolo               | 0,005        |
| Ottagono San Pietro  | 0,003        |
| Ottagono Abbandonato | 0,003        |
| Ottagono Alberoni    | 0,003        |
| Ottagono Ca' Roman   | 0,002        |
| Ottagono Poveglia    | 0,003        |